# 레이지 (가수)
레이지(LAZY)는 대한민국의 뮤직 프로듀서이다. 1999년 그룹 프리스타일의 오리지널 멤버이자 작곡가로 2집까지 프리스타일로 활동 했다. 2010년 솔로앨범을 발표하고 솔로 아티스트로 활동중이다.